# Ligier Automotive
 (septembre 2015).
Si vous disposez d'ouvrages ou d'articles de référence ou si vous connaissez des sites web de qualité traitant du thème abordé ici, merci de compléter l'article en donnant les références utiles à sa vérifiabilité et en les liant à la section « Notes et références ».
Pour les articles homonymes, voir Ligier (homonymie).
Ligier Automotive, anciennement Onroak Automotive, est un constructeur français de voitures de course, filiale de Everspeed (anciennement JN Holding), qui propose notamment une gamme de sport-prototypes de catégories CN, LMP3 et LMP2 de la marque Ligier.
Son bureau d'études intégré conçoit et développe les sports-prototypes, qui sont ensuite produits par les équipes techniques. Ses locaux sont situés sur le Technopole du circuit de Nevers Magny-Cours et sur le Technoparc des 24 Heures, aux portes du circuit Bugatti du Mans.
La dénomination Ligier Automotive voit le jour en 2019, six ans après un rapprochement avec Guy Ligier et sa marque.
Les sport-prototypes produits par Ligier Automotive sont engagés dans les championnats d'endurance à travers le monde par des équipes de différents pays. Ligier Automotive propose également à ces équipes un service d'accompagnement.
Onroak Automotive a été l'un des six constructeurs de châssis LMP3 sélectionnés en 2015 par l'Automobile Club de l’Ouest, et aussi l'un des quatre constructeurs de châssis LMP2 retenus par l'ACO, la FIA et l’IMSA pour la réglementation entrée en vigueur en 2017.

## Histoire

### 2012
En 2012, Onroak Automotive développe à partir d’un châssis Pescarolo 01 la Morgan LMP2, qui peut accueillir les moteurs Judd HK V8 et Nissan VK 45 V8.
OAK Racing, l’écurie de course de Jacques Nicolet, associée à Onroak Automotive, engage les premières Morgan LMP2 en Championnat du monde d'endurance FIA (WEC) et en European Le Mans Series. OAK Racing obtient la pole position aux 12 Heures de Sebring 2012, un podium et le meilleur tour en course de la catégorie LMP2 dans le cadre du championnat. Une équipe client, l’équipe Conquest Endurance, obtient avec sa Morgan LMP2 la deuxième place au classement général LMP2 en American Le Mans Series.

### 2013

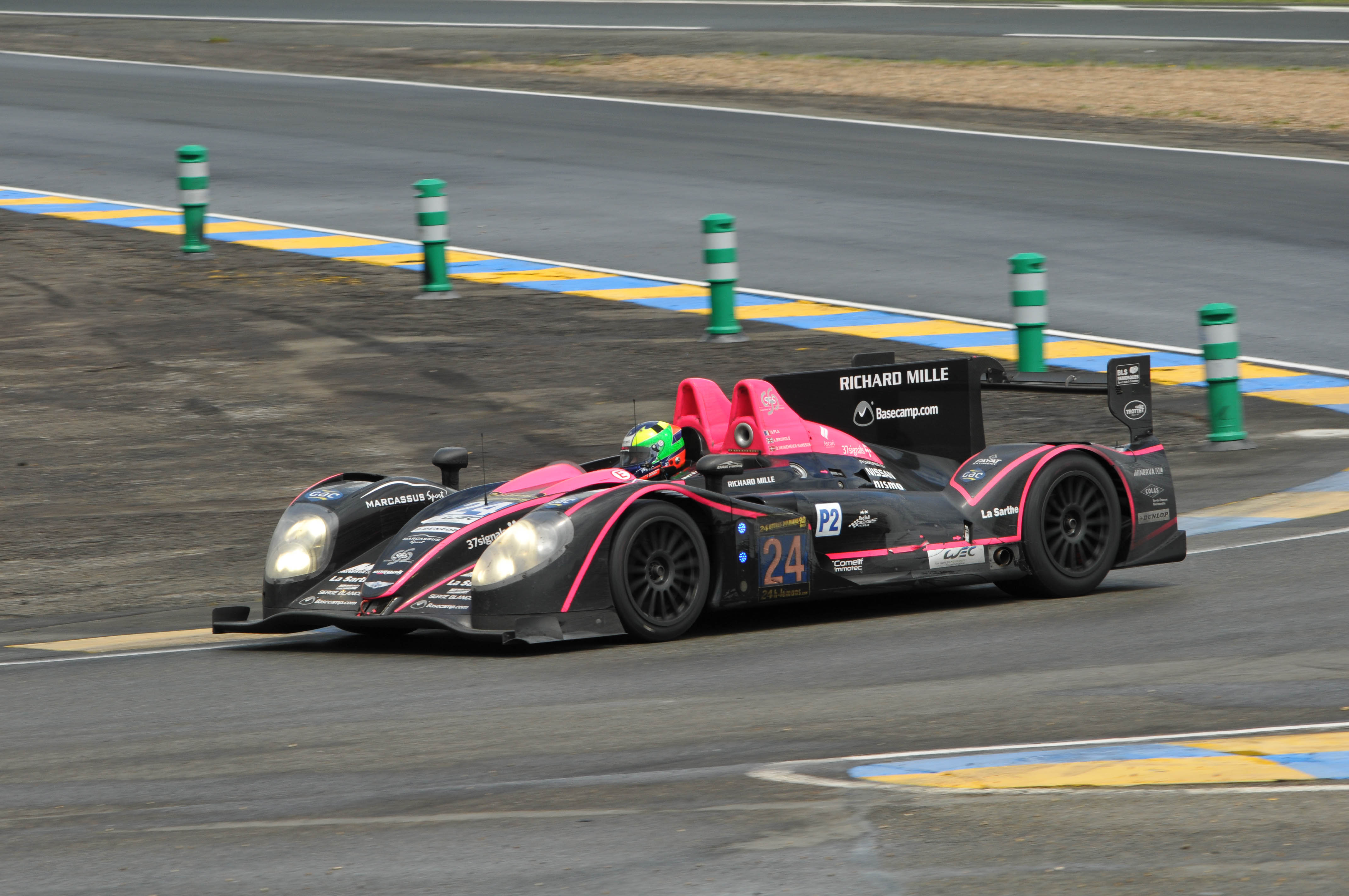
Morgan LMP2 aux 24 Heures du Mans 2013.

OAK Racing réalise un doublé en catégorie LMP2 aux 24 Heures du Mans 2013 et obtient les deux premières places du Trophée FIA d’Endurance Equipes LMP2 au sein du Championnat du Monde d'endurance FIA, et le titre en Asian Le Mans Series. L'équipe suisse Morand Racing, qui engage une Morgan LMP2 en ELMS, obtient trois podiums en cinq courses.

### 2014
Début 2014, quelques mois après un rapprochement avec Guy Ligier et l'accord pour utiliser son nom, la Ligier JS P2, un nouveau sport-prototype LMP2 fermé, est présentée,. La Ligier JS P2 peut être équipée des trois moteurs homologués en catégorie LMP2 : le Judd HK V8, le Nissan VK 45 V8 et le Honda HPD V6 à double turbo. Le programme de développement est mené par Olivier Pla et Alex Brundle.
Pour ses débuts en compétition, trois châssis Ligier JS P2 sont engagés aux 24 Heures du Mans 2014. L'équipe Thiriet by TDS Racing réalise la pole position en catégorie LMP2 et se classe deuxième de la course. Quelques mois plus tard, sur le Circuit des Amériques, la Ligier JS P2 obtient deux pole positions et réalise les meilleurs tours en course, avec G-Drive Racing en LMP2 pour la course du FIA WEC et OAK Racing pour celle du United Sports Car Championship.
Onroak Automotive propose aussi une évolution de la Ligier JS 53 de sport-prototype qui roule en Challenge Endurance Proto des V de V Endurance Series et dans la catégorie CN de l’Asian Le Mans Series. L'équipe Craft-Bamboo Racing remporte quatre victoires de catégorie. L'année suivante, Onroak Automotive poursuit son développement aérodynamique et électronique.

### 2015

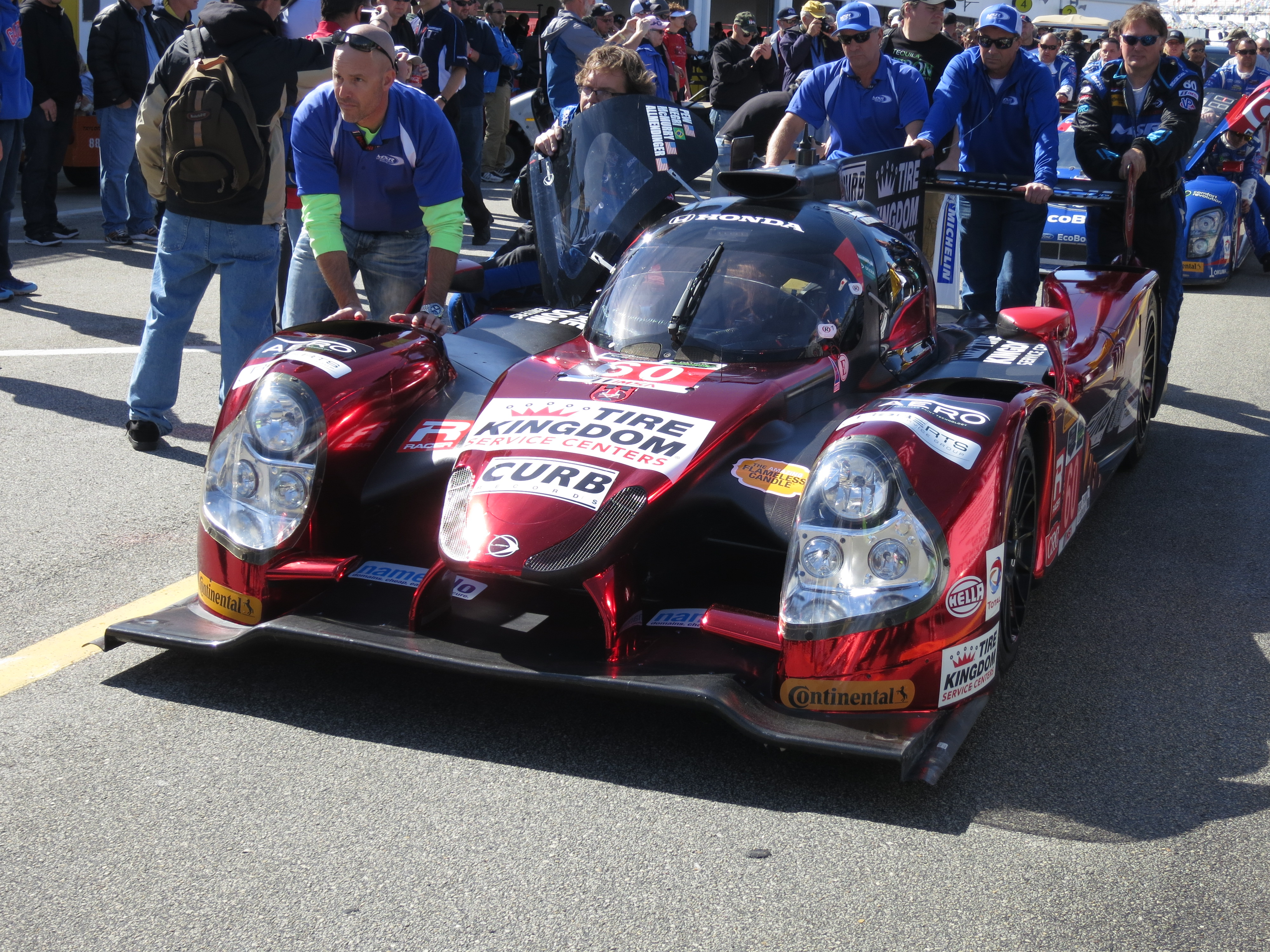
La Ligier JS P2-Honda du Michael Shank Racing aux 24 Heures de Daytona en 2015.

Trois équipes américaines engagent des Ligier JS P2 : Michael Shank Racing quitte la catégorie DP pour la catégorie LMP2 et engage une Ligier JS P2 en Tudor United Sports Car Championship 2015. Elle obtient la pole position des 24 Heures de Daytona. Krohn Racing quitte la catégorie GT pour l'ELMS, les 24 Heures du Mans, les 24 Heures de Daytona et les 12 Heures de Sebring où elle réalise la pole position. Extreme Speed Motorsports remplace ses deux châssis HPD par des Ligier JS P2 à partir des 6 Heures de Spa-Francorchamps.
Avec neuf châssis présents sur la grille de départ (sept Ligier JS P2 et deux Morgan LMP2) Onroak Automotive est le constructeur le plus représenté.
Onroak Automotive conçoit la Ligier JS P3 équipée d'un moteur Nissan, motoriste unique de la nouvelle catégorie LMP3 créée par l'Automobile Club de l'Ouest. Son développement est confié à Olivier Pla. La nouvelle équipe chinoise de David Cheng, DC Racing, offre à la Ligier JS P3 son premier podium et sa première victoire en catégorie LMP3 au Fuji Speedway, pour la manche d'ouverture de l'Asian Le Mans Series 2015-2016.

### 2016
La Ligier JSP2 à moteur Honda fait un très bon début de saison avec la victoire au classement général aux 24 Heures de Daytona.

## Palmarès des châssis LMP2 de Onroak Automotive

### 2012
- FIA WEC (catégorie LMP2) : avec OAK Racing
  - 4 podiums, 1 pole position, 3 meilleurs tours en course
- ELMS (classement général) : avec OAK Racing
  - 2 podiums, 2 pole positions
- AMERICAN LMS (catégorie LMP2) : avec Conquest Racing, OAK Racing
  - 8 podiums, 5 pole positions, 4 meilleurs tours en course

### 2013
- FIA WEC (catégorie LMP2) : avec OAK Racing
  - 9 podiums, 2 pole positions, 2 meilleurs tours en course
- ELMS (classement général) : Morand Racing
  - 3 podiums
- ASIAN LMS (classement général) : avec OAK Racing, KCMG
  - 4 podiums, 4 pole positions, 4 meilleurs tours en course

### 2014
- FIA WEC (catégorie LMP2) : avec G-Drive Racing, OAK Racing, Thiriet by TDS Racing
  - 7 podiums, 7 pole positions, 7 meilleurs tours en course
- USCC (classement général) : avec OAK Racing
  - 4 podiums, 3 pole positions, 5 meilleurs tours en course
- ELMS (classement général) : avec Morand Racing, Thiriet by TDS Racing
  - 4 podiums
- ASIAN LMS (classement général) : avec OAK Racing Team Total
  - 4 podiums, 3 pole positions, 3 meilleurs tours en course

### 2015
- FIA WEC (catégorie LMP2) : Titres équipe & pilotes Trophée Endurance LMP2
  - 13 podiums, 5 pole positions, 2 meilleurs tours en course
- USCC (classement général) : avec OAK Racing
  - 3 podiums, 2 pole positions, 3 meilleurs tours en course

## Sources
1. ↑  Sirene (registre national des sociétés).
2. ↑  « Ligier Automotive voit le jour en 2019, l’année des 50 ans de la marque », sur endurance-info.com, 31 décembre 2018 (consulté le 18 août 2020)
3. 1 2  « Ligier avec Onroak Automotive en Endurance », sur 24h-lemans.com, 6 décembre 2013 (consulté le 7 septembre 2023)
4. ↑  « 24h-lemans.com/fr/actualites/r… »(Archive.org • Wikiwix • Archive.is • Google • Que faire ?).
5. ↑  Le Mans Endurance Management, « http://www.fiawec.com/fr/ », sur www.fiawec.com (consulté le 18 mars 2016)
6. ↑  Stéphanie  OLIVERO, « 24 h du Mans 2013 : Doublé OAK Racing en LMP2 », sur tf1.fr, 23 juin 2013 (consulté le 22 août 2020).
7. ↑  Xavier Richard, « Guy Ligier renaît au Mans », sur francetvinfo.fr, 12 mars 2014 (consulté le 7 septembre 2023)
8. ↑  « Onroak Automotive présente la nouvelle Ligier JS P2 », sur ouest-france.fr, 3 mars 2014 (consulté le 7 septembre 2023)
9. ↑  Le Parisien, « 24 Heures du Mans: Ligier fait à nouveau rêver », Le Parisien,‎ 22 août 2020 (lire en ligne, consulté le 22 août 2020).
10. ↑  Cécile Bonardel, « IMSA et Le Mans - A la découverte de la Ligier de Michael Shank racing (Vidéo) », sur 24h-lemans.com, 14 février 2016 (consulté le 7 septembre 2023)
11. ↑  « Ligier se remet à rêver aux 24 Heures », sur Sport24, 12 juin 2015 (consulté le 22 août 2020).
12. ↑  Pierre Tassel, « La Ligier JS P3 complète la famille Onroak », sur autohebdo.fr, 11 juin 2015 (consulté le 7 septembre 2023)
13. ↑  Emmanuel Rolland, « Ligier et Onroak dans l'histoire », sur fr.motorsport.com, 27 mai 2017 (consulté le 28 janvier 2024)